# Hermitisch
Verschillende begrippen  uit de wiskunde worden hermitisch genoemd, naar de 19de-eeuwse Franse wiskundige Charles Hermite.
- Een hermitische matrix is een vierkante matrix, die gelijk is aan zijn geadjungeerde matrix.

- Een hermitische operator is een bewerking die zelf-geadjungeerd is. Een bewerking {\displaystyle u} in een hermitische ruimte {\displaystyle E} wordt hermitisch genoemd als:

{\displaystyle \forall x\in E,\forall y\in E,(u(x)|y)=(x|u(y))}
- Een begrensde lineaire afbeelding {\displaystyle A} op een hilbertruimte heet hermitisch als:

{\displaystyle (x,Ay)=(Ax,y)}
Een inwendig product op een  complexe vectorruimte {\displaystyle V} is een hermitische positief definiete sesquilineaire vorm.
Men spreekt van een hermitische ruimte als de hele complexe vectorruimte van een eindige dimensie een hermitisch inwendig product oplevert.
- Hermite-polynomen zijn de polynomen die de oplossing vormen van de differentiaalvergelijking van Hermite.